# MAZ
L'usine automobile de Minsk (MAZ, russe : Открытое Акционерное Общество « Минский автомобильный завод », Société par actions « Minsky Avtomobilny Zavod ») est une société administrée par l'état biélorusse, constructeur automobile de camions et d'autobus biélorusse, l'un des plus importants en Europe de l'Est. Elle ne fabrique plus d'automobiles : toute sa production se concentre sur les camions, les bus, les autocars, les minibus et les véhicules militaires.

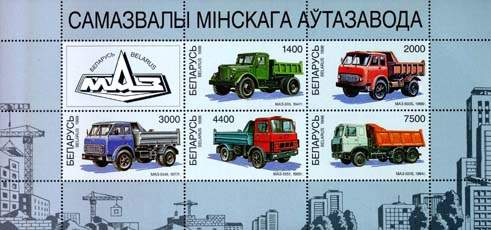
Timbres biélorusses.

## Historique
Cette société a été créée juste après la Seconde Guerre mondiale sous l'ère soviétique. Le premier modèle MAZ (MAZ-200) utilisait des éléments de General Motors, comme le moteur à deux temps. Plus tard, le constructeur a développé ses propres moteurs pour créer la série des MAZ-500.
Un site industriel a été créé dans la ville de Minsk dans un laps de temps très court. Des immeubles d'appartements, des magasins, des cliniques et d'autres bâtiments ont été développés à proximité de l'usine MAZ. Sur beaucoup de chantiers de construction, ce sont les prisonniers de guerre allemands qui ont travaillé à ériger l'ensemble des bâtiments, sachant que la ville de Minsk avait été quasiment détruite. La majorité de ces bâtiments sont encore en service aujourd'hui.
MAZ fabrique des poids-lourds, des bus, des trolleybus, des tracteurs routiers, des semi-remorques pour camions et des grues. MAZ est le plus important fabricant au monde de camions militaires lanceurs d'engins (tracteur-érecteur-lanceur - TEL) pour un grand nombre de missiles balistique mobiles mondiaux, du MAZ-543, très répandu car utilisé pour transporter et lancer le Scud B, au récent et impressionnant TEL 8 essieux, des missiles Topol-M.
À la fin de l'ère soviétique, MAZ était le plus grand fabricant de camions lourds d'Union soviétique, et le seul pour certaines catégories de camions. Après la dissolution de l'Union soviétique, la production a été sensiblement réduite, comme cela s'est produit pour de nombreuses entreprises dans le Belarus ultra-industrialisé, orientées sur les besoins d'un très grand pays. Cependant, l'ultra-industrialisation lui a permis de poursuivre la production en se réorientant vers des versions civiles. La production civile se compose de véhicules de transport public comme la gamme de bus et autocars ainsi que de versions spécifiques comme le trolleybus pour des villes comme Minsk.
Un accord récent a été signé avec le constructeur allemand de véhicules et de moteurs, MAN.

## Organisation

### Structure de commandement
L'entreprise MAZ se compose de l'usine principale située dans Minsk, ainsi que plusieurs entreprises filiales :
- РУП « БААЗ » (à Baranavitchy) ;
- РУП « ОЗАА » (à Assipovitchy) ;
- РУА « КЗТШ » (à Jodzina) ;
- РУП « Литмаш » (à Minsk) ;
- ПРУП « ДЭМЗ » (à Dziarjynsk) ;
- РУП « СтройМАЗтрест » (à Minsk).

À certains moments de son histoire, MAZ était « uni » avec un autre constructeur de camions lourds, BelAZ, également situé dans la région de Minsk, pour la fabrication de très gros camions de chantiers de plus 330 tonnes (pour les mines à ciel ouvert).
En 1991, une division spécialisée dans les véhicules militaires lourds à roues a été détachée dans une entreprise distincte, MZKT.

### Production
Parmi les autres produits récents, les autobus urbains MAZ (voir photos ci-dessous) peuvent être trouvés partout dans le Bélarus ainsi que dans l'Ukraine, la Russie, Roumanie, Pologne et l'Estonie.
En Serbie, en collaboration avec une entreprise locale, BIK (Bus industries Kragujevac), une production de bus alimentés par gaz nommés BIK-203 a été accordée, qui sont basées sur la plate-forme du modèle MAZ-203,. Ces bus ont été livrés à plusieurs villes serbes pour être utilisés par les sociétés de transport en commun.

## La coentreprise MAZ-MAN
En 1997, en collaboration avec MAN, une société anonyme commune biélorusso-allemande, MAZ-MAN, Minsk a été mise en place, qui en 1998 avait mis en place à grande échelle la production de véhicules lourds en utilisant la puissance de production de châssis et de moteur, combinée de MAN et de MAZ. L'une des priorités de l'entreprise est la production de tracteurs pour le commerce international avec des configurations de châssis 4 × 2 et 6 × 4, adaptés pour une utilisation en Europe et pour répondre à toutes les exigences européennes (normes anti-pollution Euro4/Euro5). Basé sur le MAZ-MAN, ils ont produit des camions-malaxeurs à béton, des camions ravitailleurs, des camions à plateau, des camions à benne basculante, des chargeurs sur pneus, etc.
La production de la société biélorusso-allemande a montré l'avantage de la technologie créée en combinant les compétences et l'expérience de constructeurs automobiles de ces deux pays. Par rapport aux modèles européens dans la même classe et de la gamme de qualité, les produits MAZ-MAN sont en moyenne 30 % moins chers. La gamme est principalement en conformité avec la norme anti-pollution Euro3 à plus de 98 %.
En 2004, la joint-venture produit 272 véhicules, ce qui représente 45 % de plus qu'en 2003. Dans le même temps en 2003, la production par rapport à 2002 a augmenté de 50 %.
Le 28 novembre 2005, MAZ-MAN a vendu 1 000 des premiers tracteurs MAZ-MAN pour les clients.
Depuis 2010, la gamme passe progressivement aux normes anti-pollution Euro4/Euro5 pour camions.

### Camions

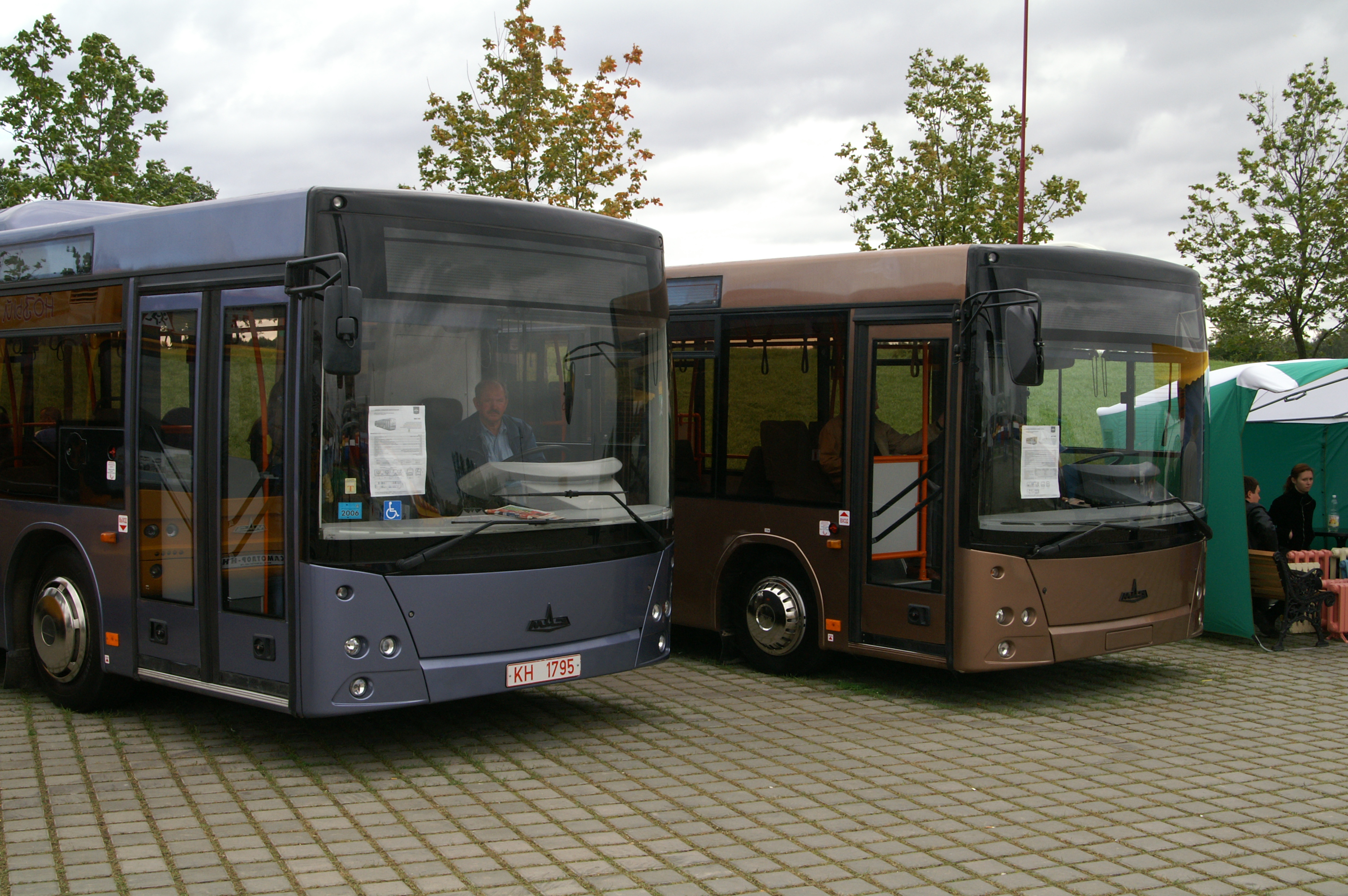
Bus MAZ-203 et MAZ-206.

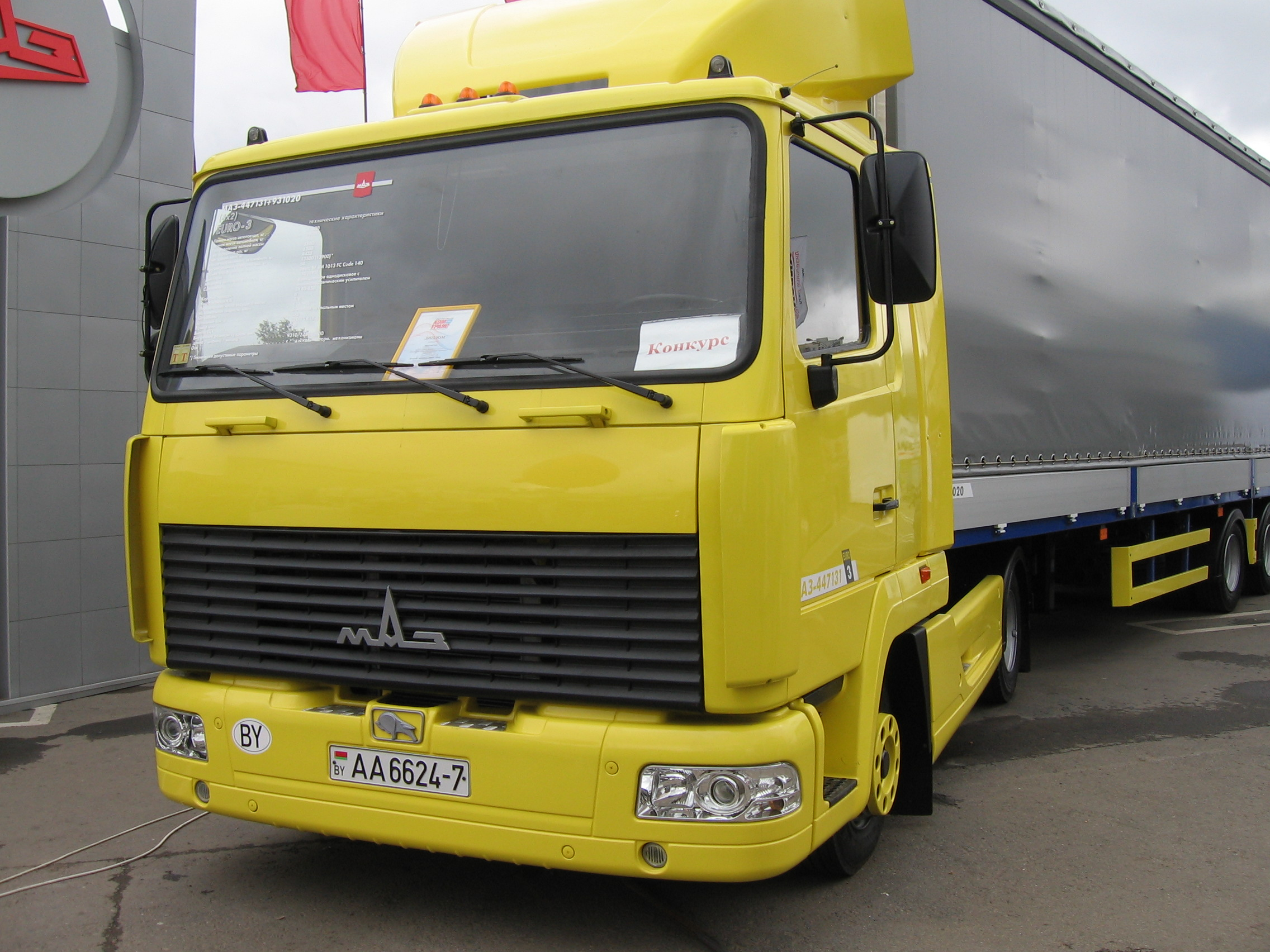
MAZ-447131.

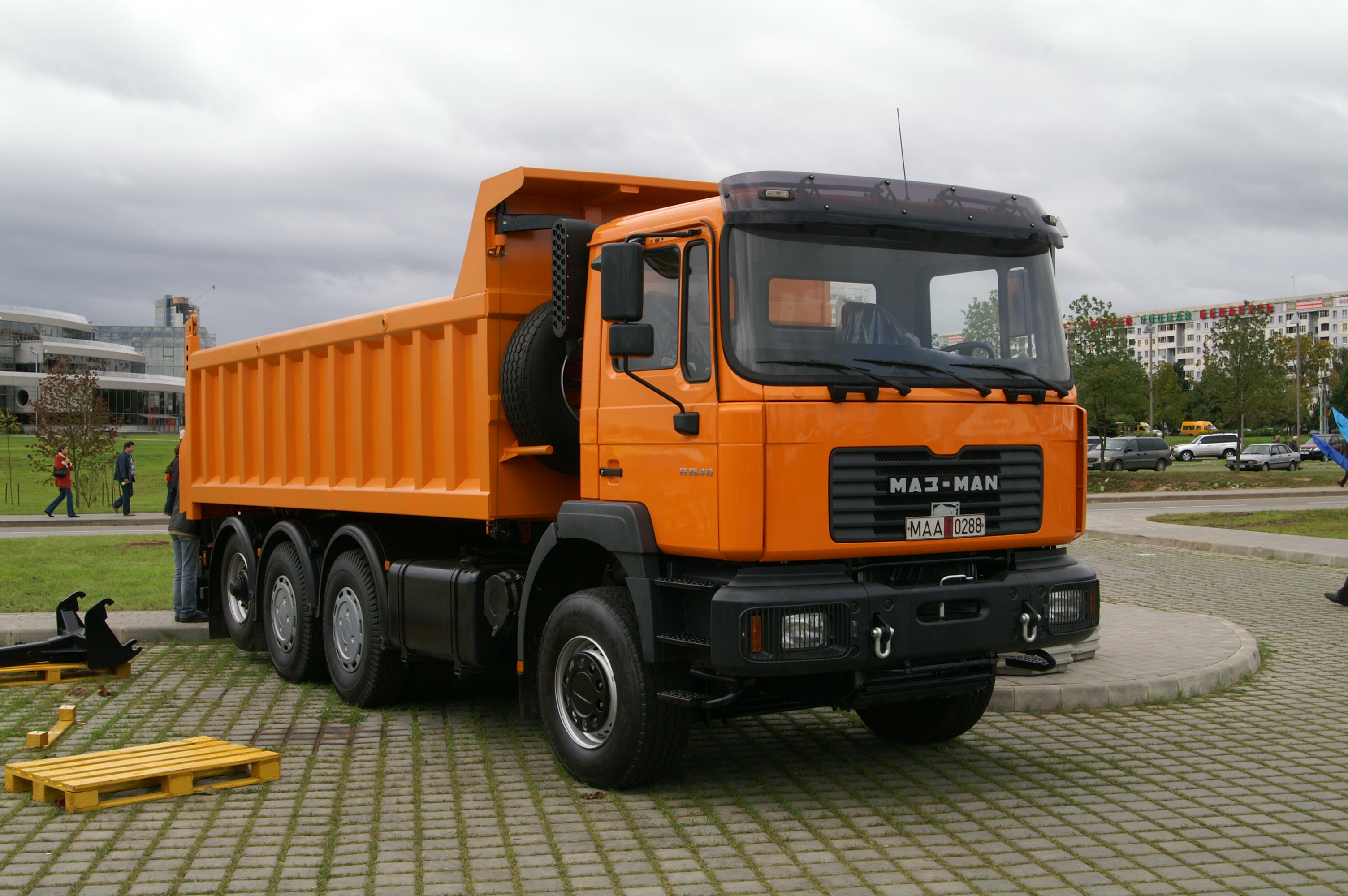
Camion MAZ-MAN.

|  | - MAZ-200 (1950, anciennement construit par YaAZ de 1947 à 1950) - MAZ-200В (1952, version à semi-remorque du MAZ-200) - MAZ-205 (version à benne basculante du MAZ-200) - MAZ-500/MAZ-500A (1958) - MAZ-501 (1955) - MAZ-501В (version à semi-remorque du MAZ-501) - MAZ-502 (1957) - MAZ-502В - MAZ-503/MAZ-503A (version à benne basculante du MAZ-500) - MAZ-504/MAZ-504A (1965) - MAZ-505 (prototype de camion 4x4) - MAZ-509 (1969) - MAZ-511 (version à benne basculante du MAZ-500) - MAZ-512/MAZ-500C (version pour basses températures du MAZ-500) - MAZ-513/MAZ-500YU (version pour hautes températures du MAZ-500) - MAZ-514 (1969, prototype de camion 3-essieux) - MAZ-515 (prototype de camion 3-essieux) - MAZ-516 (1969) - MAZ-520 (prototype, basé sur le MAZ-504) - MAZ-525 (fabriqué plus tard par BelAZ) - MAZ-529 (1958) - MAZ-530 (fabriqué plus tard par BelAZ) - MAZ-535 (1958) - MAZ-537 (1960) - MAZ-541 (1956) - MAZ-543/MAZ-7310 (1962) - MAZ-7410 - MAZ-7910 - MAZ-7912 - MAZ-7917 - MAZ-547/MAZ-7916 - MAZ-7904 (prototype, 1982) - MAZ-7906 (prototype) - MAZ-7907 (1985) - MAZ-500 - MAZ-503 - MAZ-504 - MAZ-505 - MAZ-509 - MAZ-511 - MAZ-515 - MAZ-516 |  | - MAZ-4370 - MAZ-4570 - MAZ-5335 (1977) - MAZ-5336 (1978) - MAZ-5337 (1978) - MAZ-5432 (1981) - MAZ-5433 - MAZ-5434 (1990) - MAZ-5442 - MAZ-5516 - MAZ-5549 (1978) - MAZ-5551 (1985) - MAZ-6303 - MAZ-6317 - MAZ-6417 - MAZ-6422 - MAZ-6425 - MAZ-6430 |

### Bus et autobus
|  | - MAZ-103 Omnibus (1996) - MAZ-105 Gelenkbus (1997) - MAZ-103T Oberleitungsbus (1999) - MAZ-152 Stadtbus (1999) - MAZ-171 Flughafenbus (2005) - MAZ-203 Omnibus (2005) - MAZ-206 Omnibus (2006) - MAZ-256 Omnibus (2006) |

### Modèles spéciaux

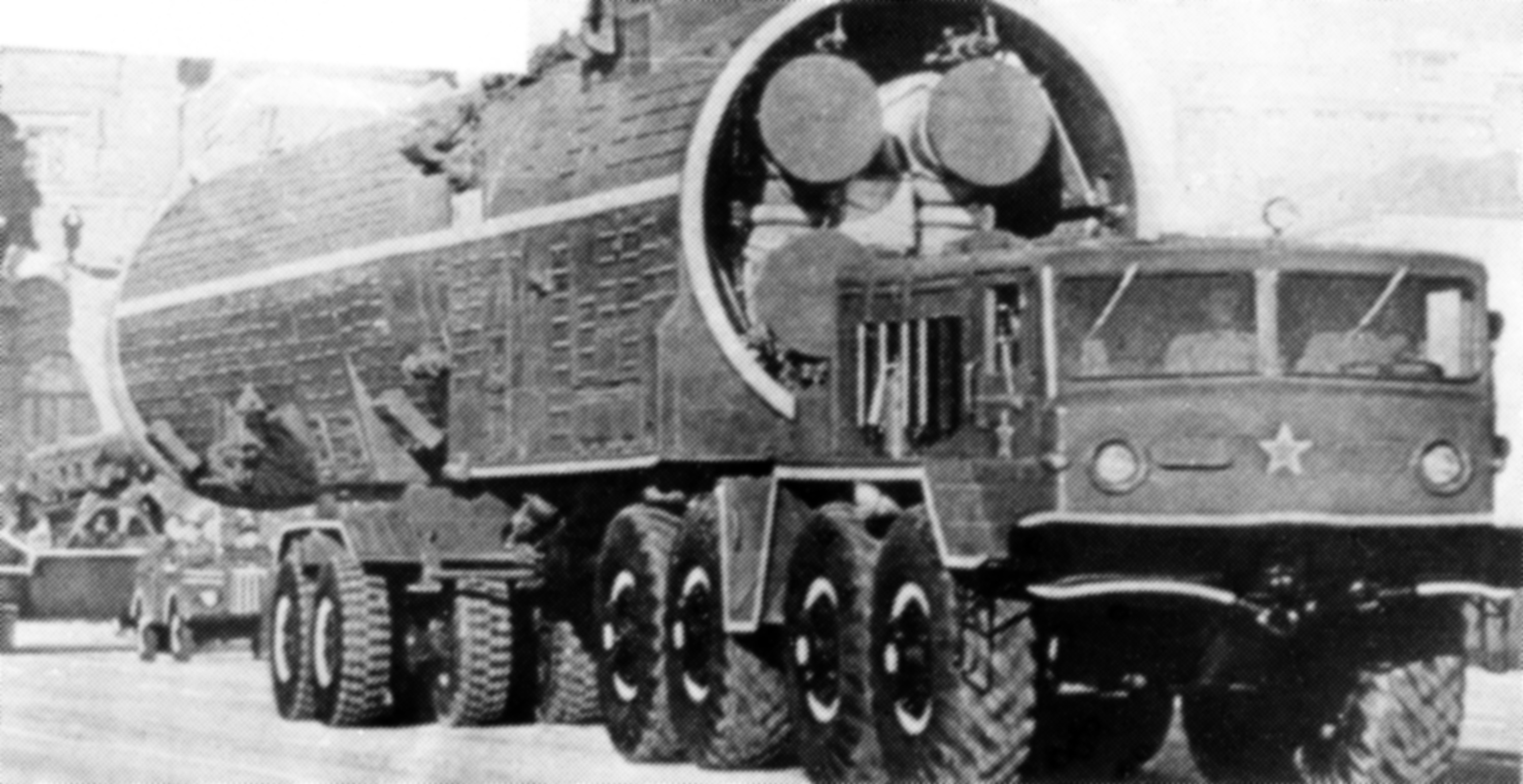
MAZ-537.
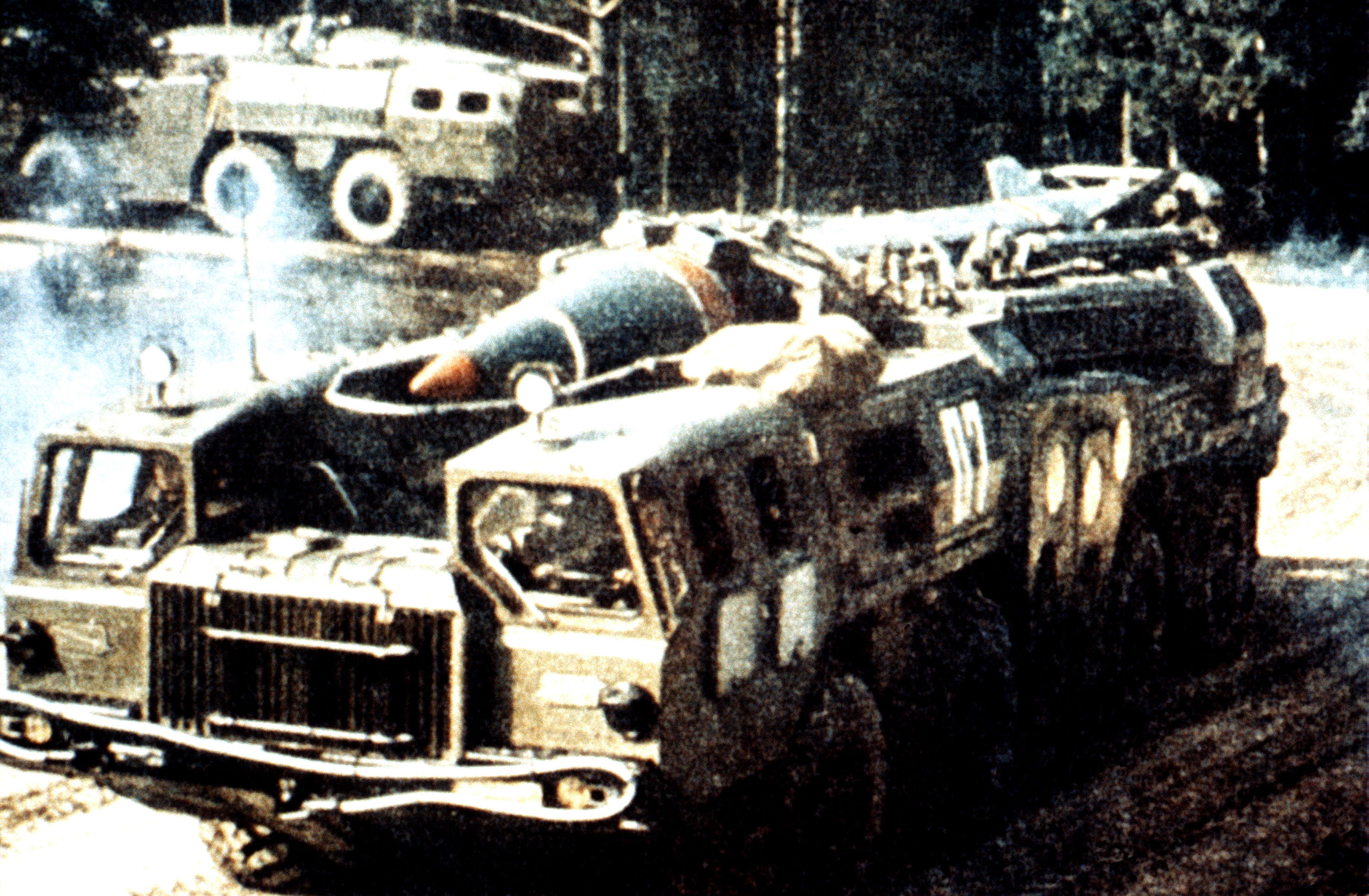
MAZ-543.
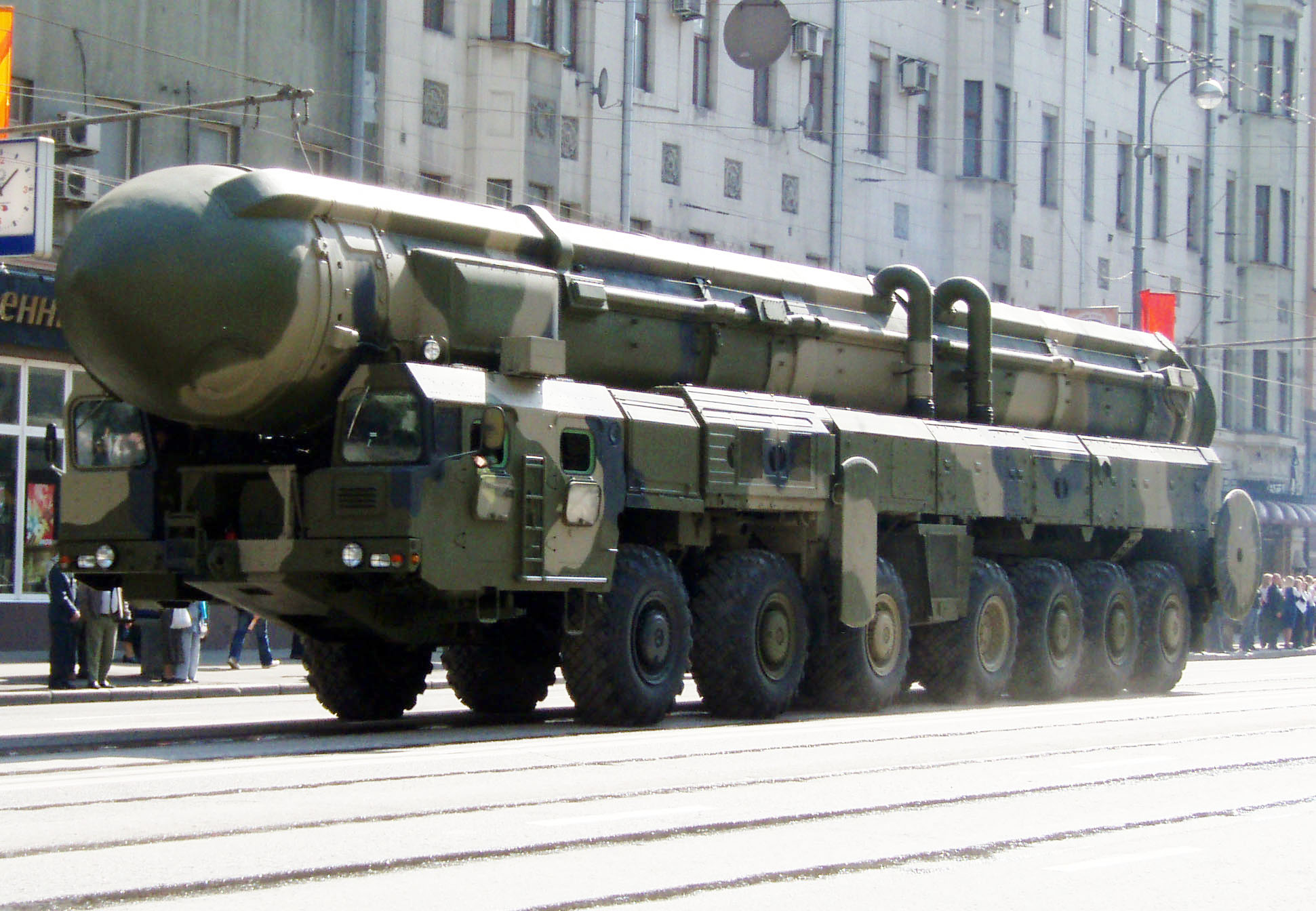
MAZ-7917.

- MAZ-535 MAZ-537 - Le MAZ-535 et le MAZ-537, versions plus lourdes, ont été développées dans les années 1960 et construites pour transporter des fusées et des réservoirs de types différents.

- MAZ-543 - Le MAZ-543 a également été conçu pour le transport de missiles à moyenne et longue portée et a les mêmes spécifications que le MAZ-537. Le MAZ-543 est mieux connu comme pas de lancement mobile de missiles Scud. En outre, il y a diverses modifications du véhicule, tels que le MAZ-547 en tant que rampe de lancement mobile pour missiles SS-20 ou le MAZ-7917, rampe de lancement des missiles intercontinentaux Topol.

- MAZ-7904 - Le MAZ-7904 est le plus grand véhicule à roues jamais conçu à des fins militaires en URSS. Le prototype a été conçu en 1982 comme véhicule de support pour des missiles balistiques intercontinentaux, mais n'est jamais entré en production. Le MAZ-7904 a été retrouvé en 2007.

- MAZ-7907 - Le MAZ-7907 a été conçu en 1985 et deux prototypes ont été produits, dont au moins un semble avoir été utilisé après l'effondrement de l'URSS pour le transport de pièces de pont et de bateaux. Leur sort est incertain.

## Galerie

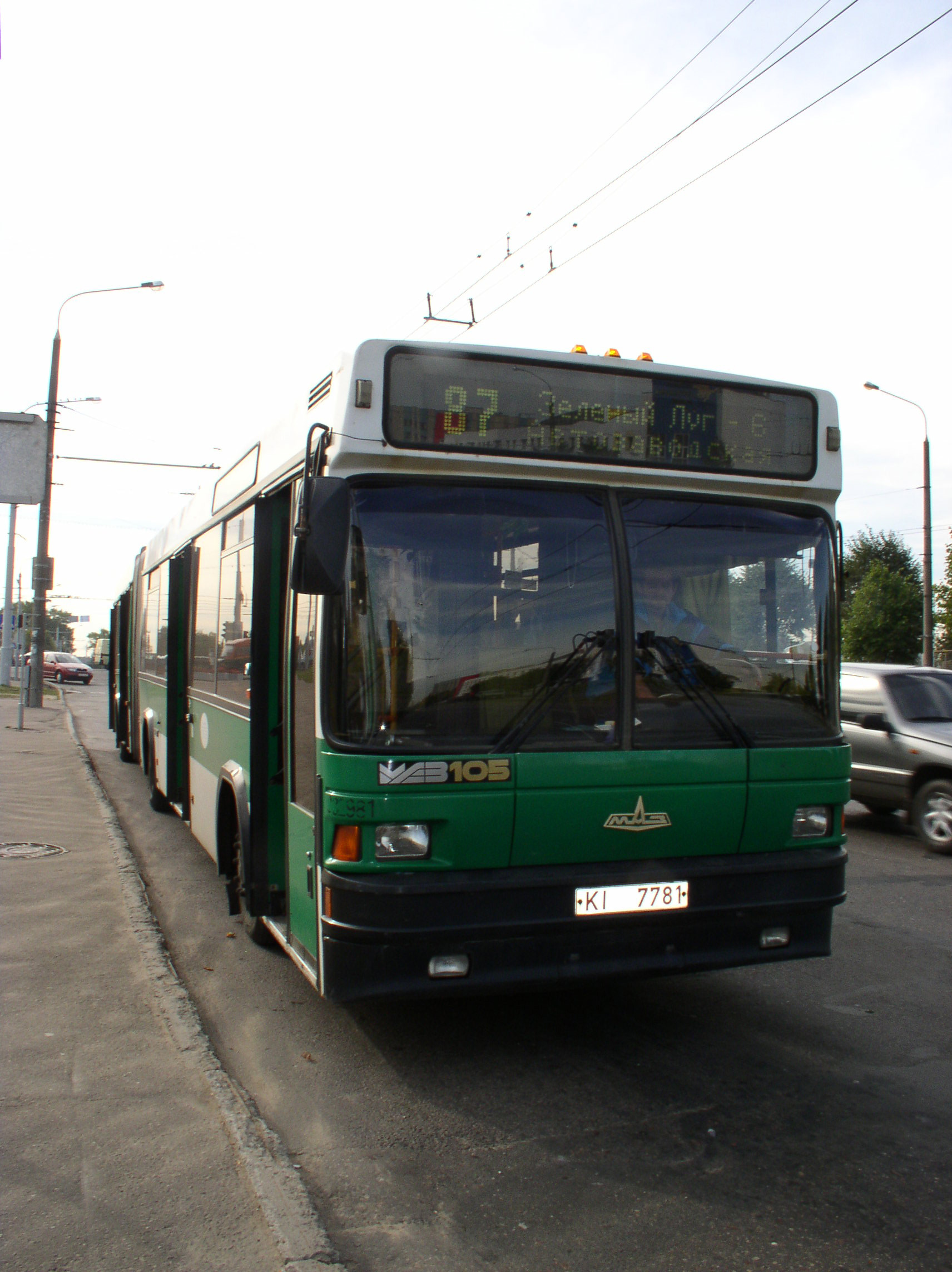
Bus MAZ-105.
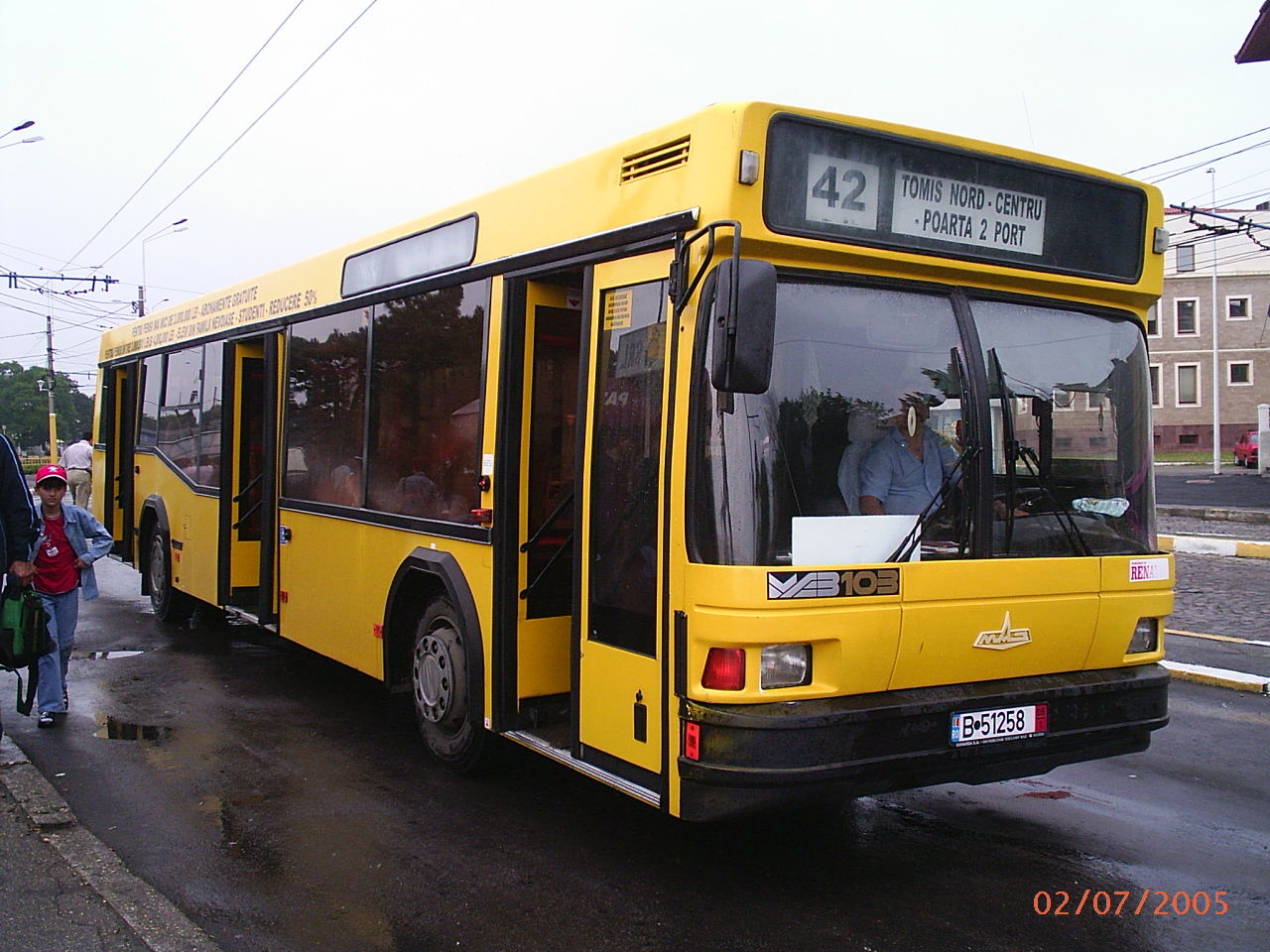
Bus MAZ-103 à Constanța en Roumanie.
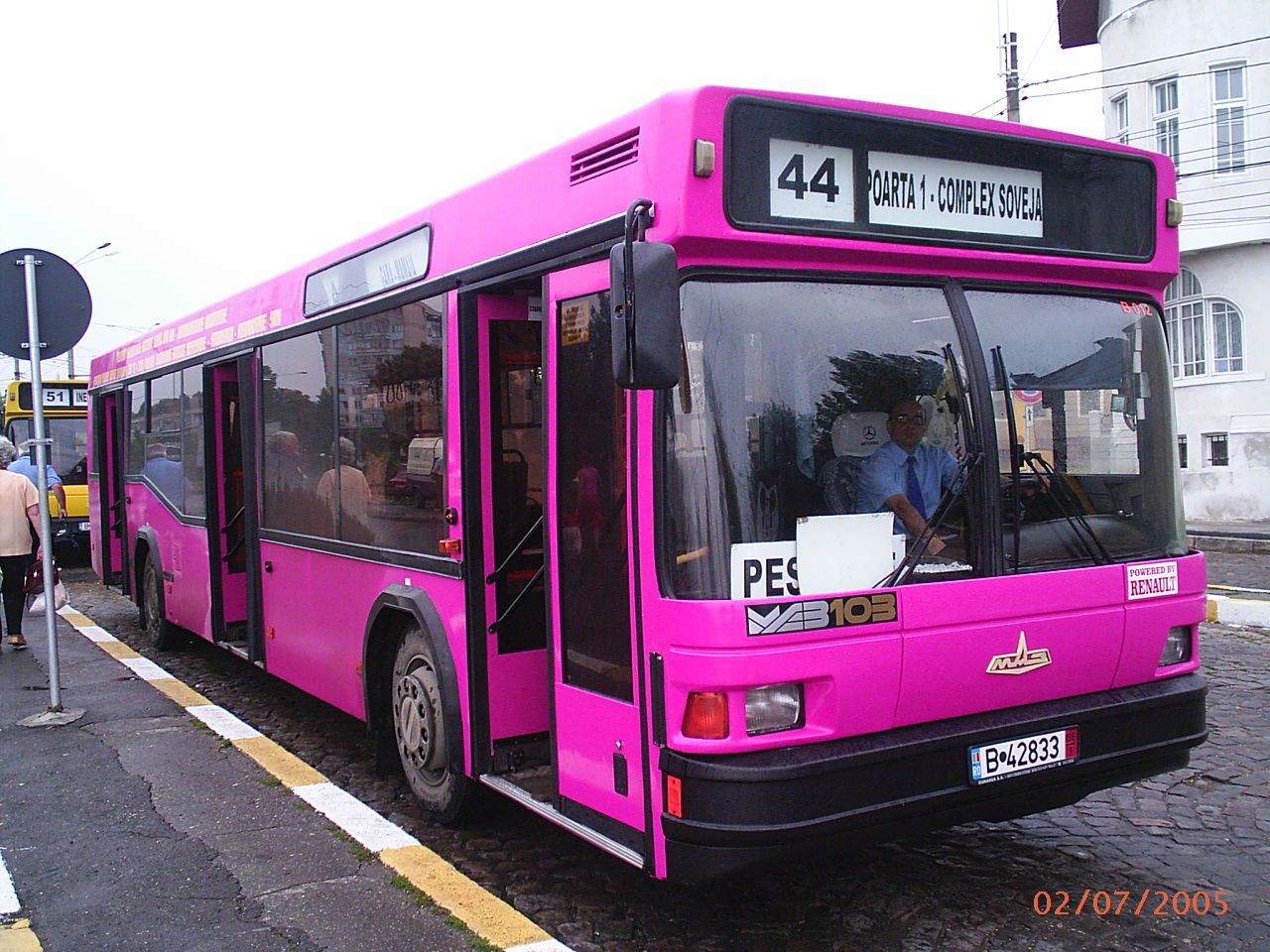
Bus MAZ-103 à Constanța en Roumanie.
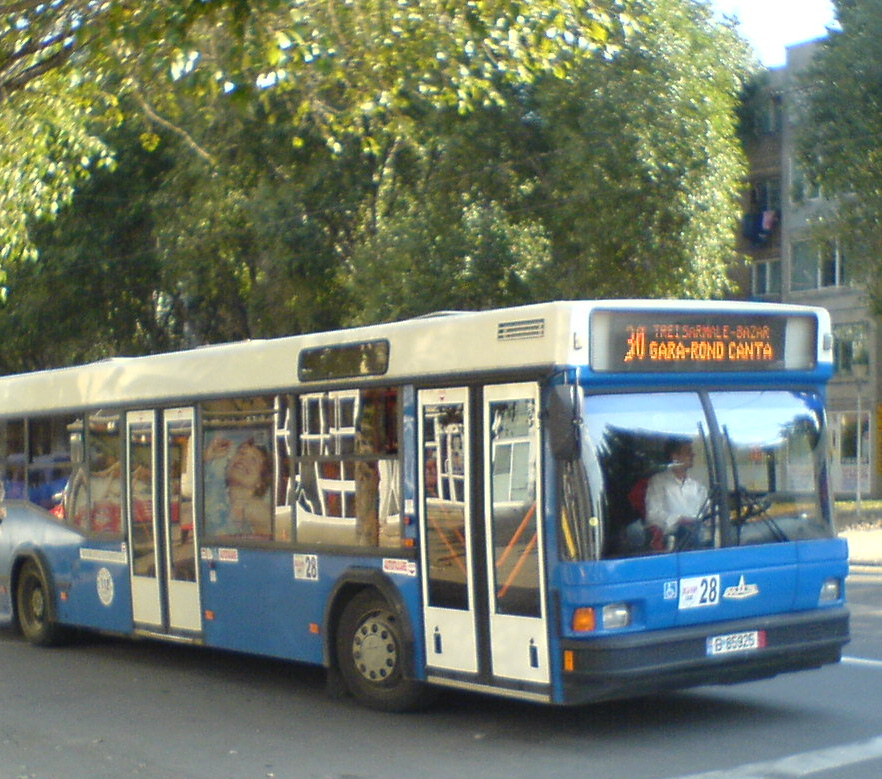
Bus MAZ-103 à Iași, Roumanie.
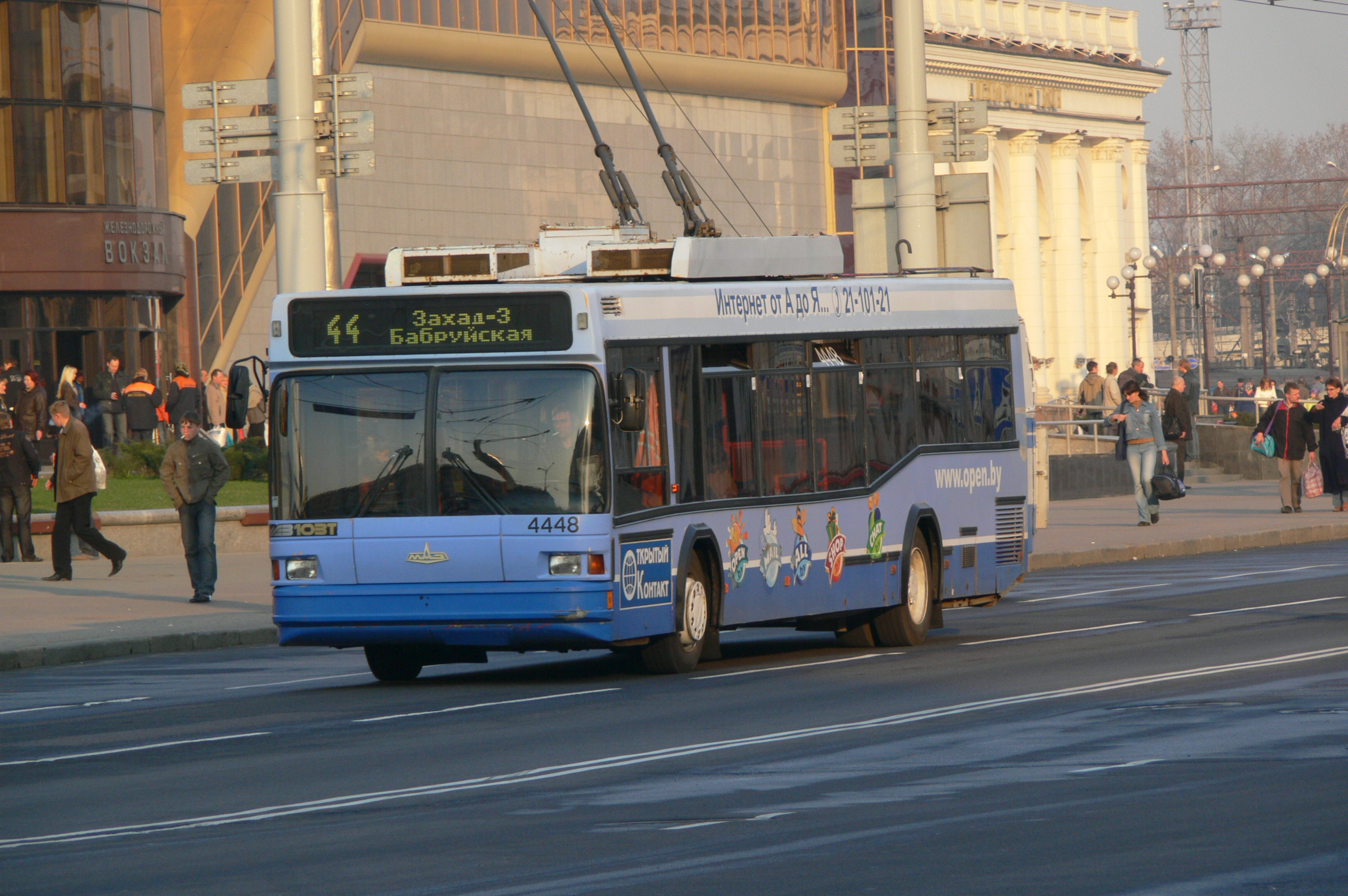
Trolleybus MAZ-103t à Minsk.
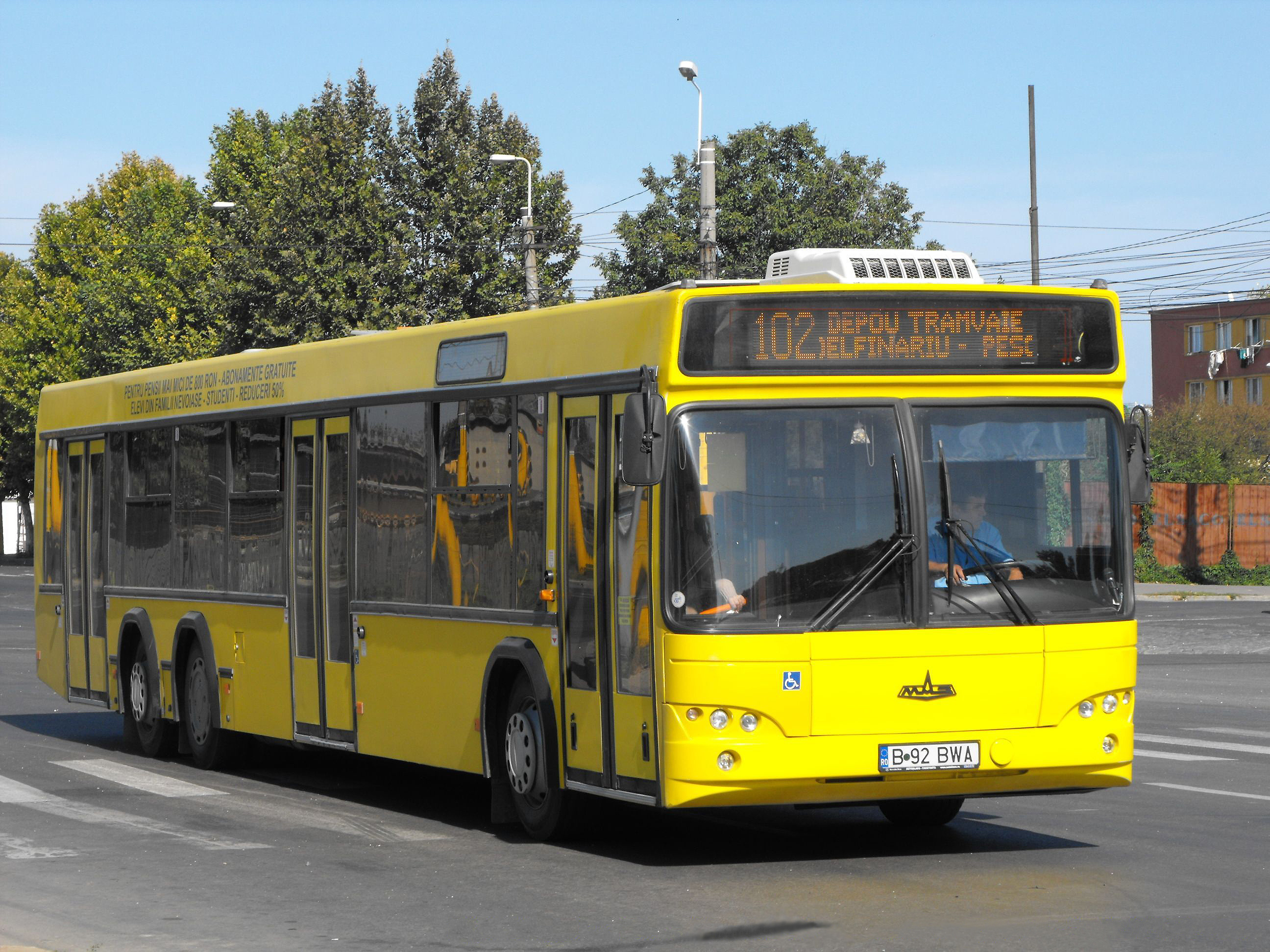
Bus MAZ-107 à Constanța en Roumanie.
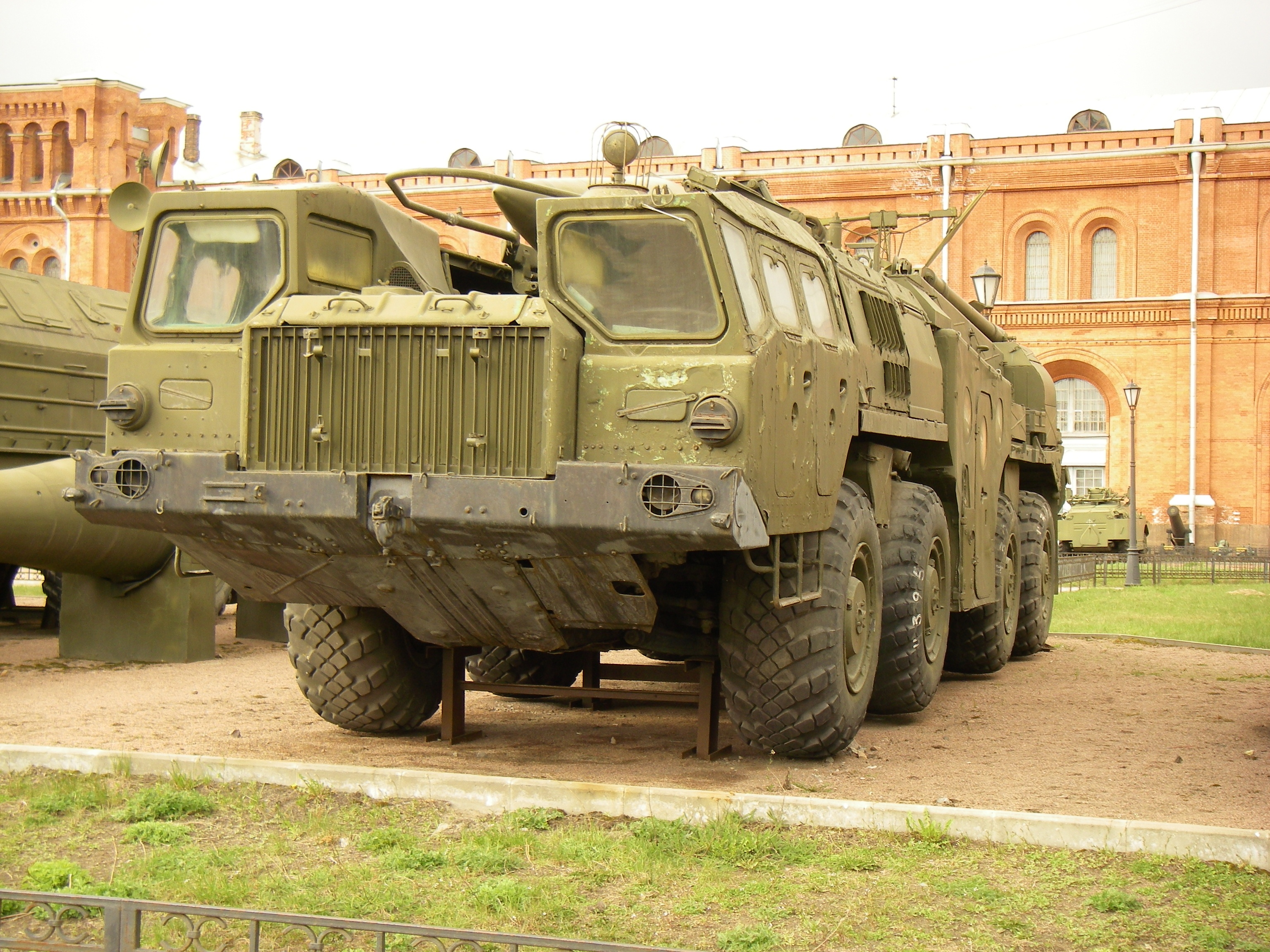
Lanceur 9K72 Elbrous (9P117).
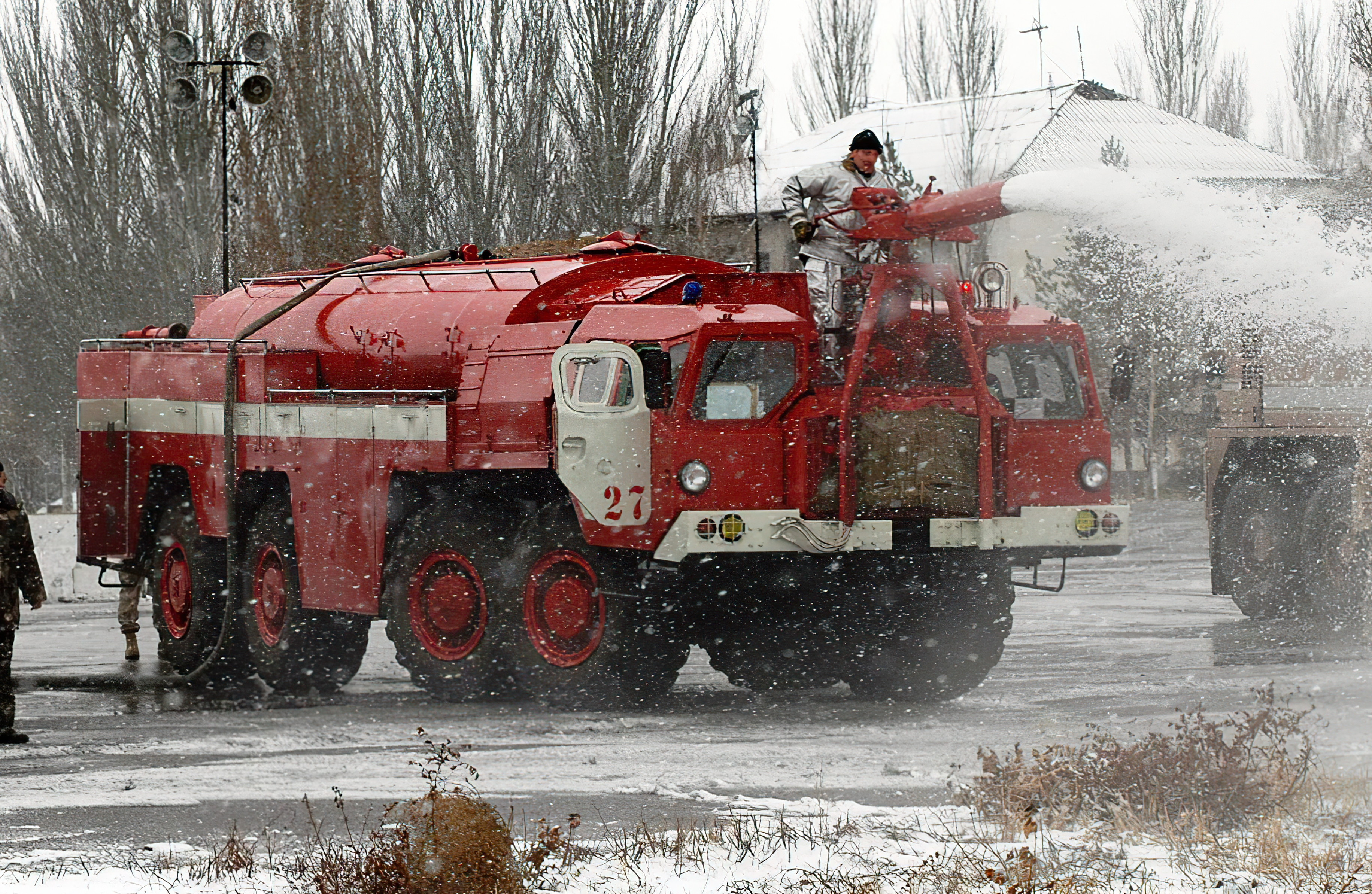
Camion-citerne MAZ-543 dans un aéroport au Kirghizistan.

## Parrainage dans le football
- 1999-2002 : Torpedo-MAZ Minsk